# Para-sol

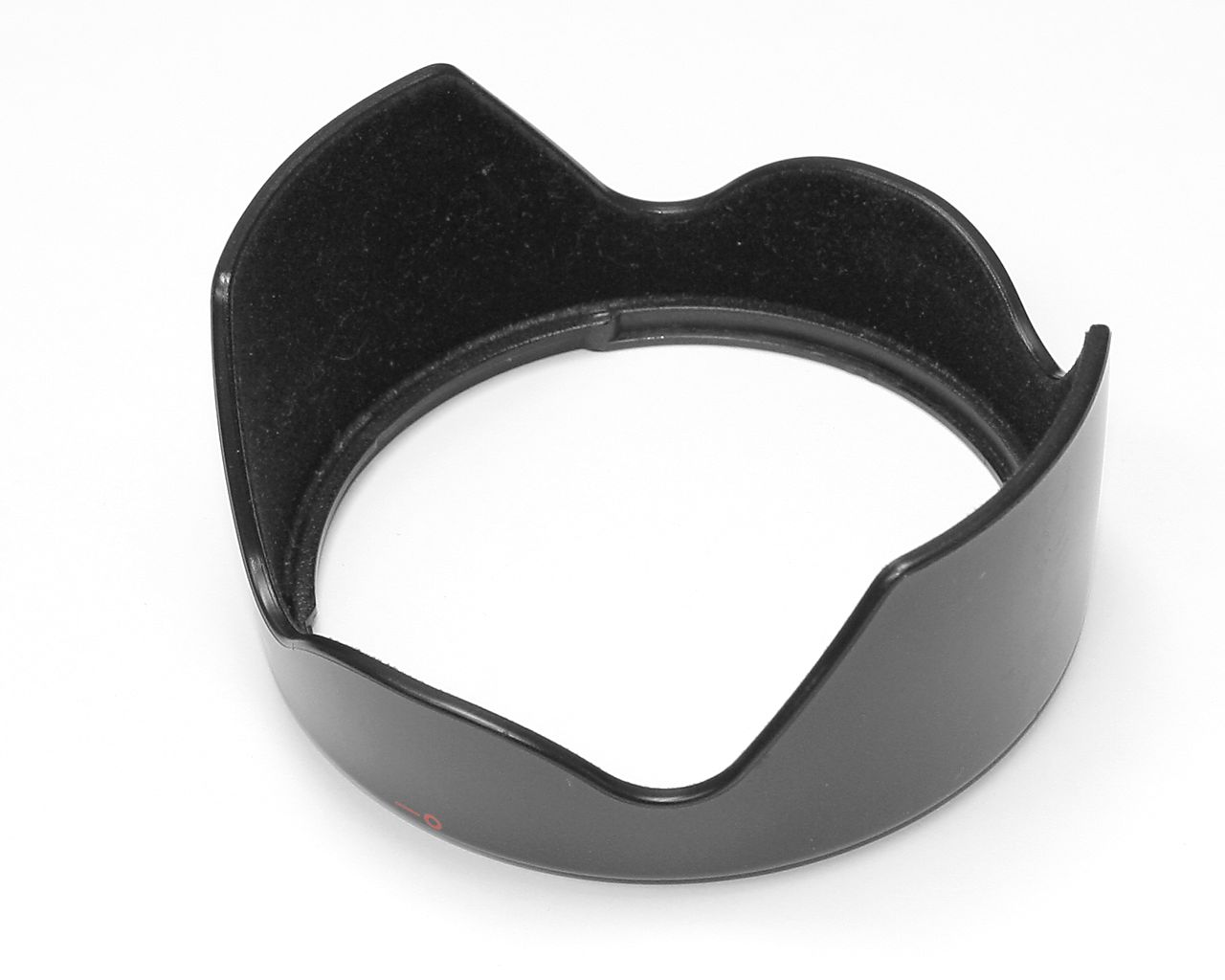
Para-sol tipo "corola" ou "tulipa"

Para-sol é um acessório fotográfico que se acopla à frente da objetiva fotográfica para evitar que a luz do sol incida na lente da objetiva e também para retangularizar a área de visão da objetiva, reduzindo a entrada de luz com o fim de otimizar o contraste da imagem fotográfica.
Geralmente o para-sol é montado rosqueado na objetiva, da mesma forma que os filtros fotográficos ou sobreposto ao filtro. Alguns vêm integrado à objetiva. Outros fazem parte do corpo da câmera, como nas câmeras de TV.
O interior dos para-sóis invariavelmente são pretos, foscos e, às vezes, com rebatedores de luz riscados na sua superfície.

## Tipos de para-sóis
Há vários tipos de para-sóis:
- cilíndrico, que normalmente equipam teleobjetivas e outras objetivas de distância focal variável que giram a objetiva com o zoom,
- cônico ou cônico-retangular tipo coifa, para objetivas de distância focal normal ou semiteles,
- pétala, corola ou tulipa para objetivas fisheye e grande angulares.

As teleobjetivas costumam receber para-sóis cilíndricos longos, ao contrário dos para-sóis de objetivas fisheye que são curtos e em forma de pétalas ou corolas.
No meio-termo, as objetivas normais recebem para-sóis tipo tulipa de formato cilíndrico com recortes em forma de pétalas que produzem sombra e recorte retangulares.

## Funções e utilidades do para-sol

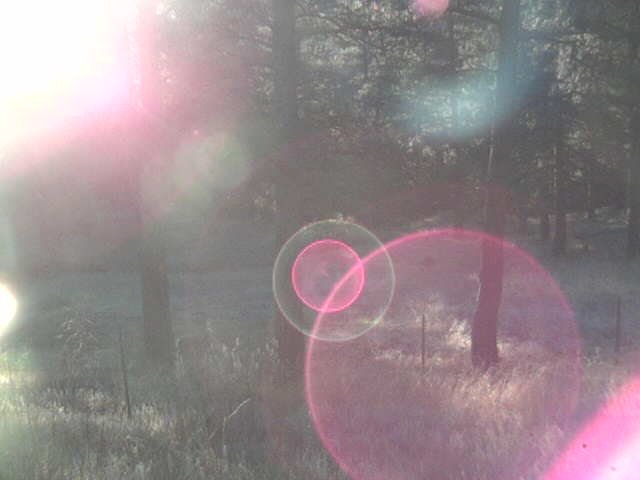
Efeito flare. Observe os reflexos indiretos do diafragma nas lentes da objetiva

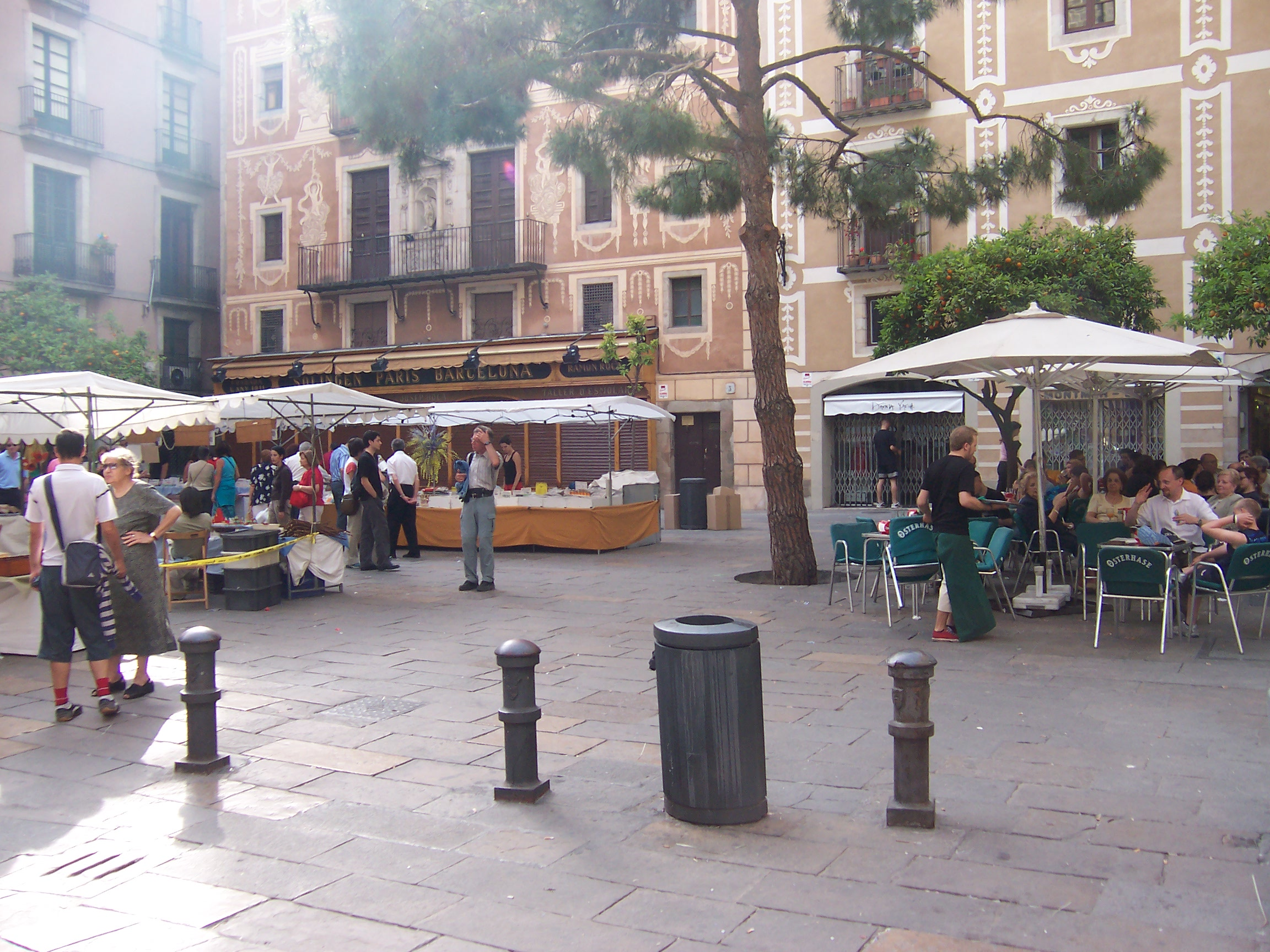
Difusão (glare) provocado pela proximidade do sol da borda da área enquadrada

A função principal do para-sol é evitar que as lentes da objetiva sejam atingidos por radiações de luz intensas que provocam o ofuscamento (glare) e os reflexos no interior da objetiva (flare).
- O glare é difícil de ser evitado apenas com o uso do para-sol. Uma fonte de luz intensa pode estar fora do campo visual da fotografia e a objetiva estar equipada com para-sol, e mesmo assim o efeito de ofuscamento se faz notar pela perda de contraste próximo à borda da imagem.
- O flare é um fenômeno de reflexão no interior da objetiva. É observável como uma sucessão de imagens fantasmas do diafragma refletidas nas lentes da objetiva.

Outra função do para-sol é a de recortar o campo visual circular da objetiva para um formato retangular próximo ao formato de enquadramento da câmera. Com este recorte, o para-sol impede a invasão de cores da área adjacente à área fotografada evitando ou atenuando o desequilíbrio do balanço do branco.
Um para-sol rígido tem uma utilidade adicional como proteção física à lente de objetivas grande-angulares que não podem receber filtros como o UV ou a polaroide.

## Recriação do efeito glare
Muitos designers acham interessantes os efeitos de glare e recriam esse fenômeno em editor gráfico acrescentando glares com recursos de criação de efeitos de iluminação, e não só por motivos estéticos, mas também porque as objetivas modernas recebem um tratamento superficial (coating) que atenuam os efeitos flare e glare inibindo a reflexão.
Vários filtros são usados para intensificar os efeitos da ausência de um para-sol para intensificar o flare ou diminuir o contraste, o Star, o Diffractor, o Diffuser, etc.